# Àcid octandioic
L'àcid octandioic, anomenat àcid subèric, és un àcid carboxílic amb dos grups carboxil de cadena lineal amb vuit àtoms de carboni, la qual fórmula molecular és {\displaystyle {\ce {C8H14O4}}}. En bioquímica és considerat un àcid gras.
A temperatura ambient és un sòlid de color blanc o crema amb un punt de fusió de 140–144 °C, la seva temperatura d'ebullició a només a 15 mmHg és de 230 °C. La seva solubilitat en aigua és d'1,6 g/l i el seu pKa val 4,52 a 20 °C.

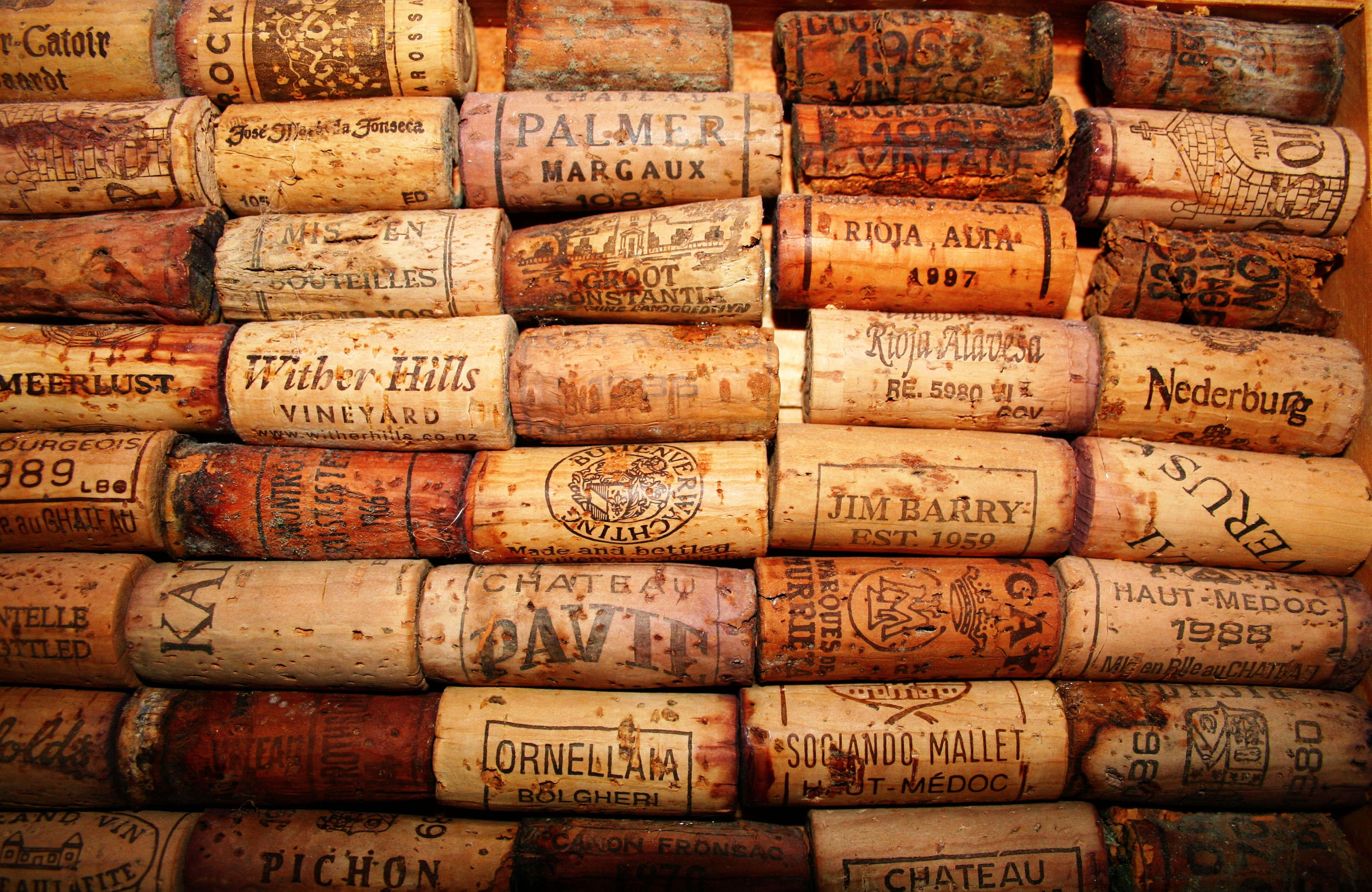
Taps de suro

El químic llombard Luigi-Valentino Brugnatelli (1761-1818) el 1787 observà la formació d'una substància àcida en fer reaccionar el suro amb àcid nítric. L'anomenà àcid subèric, del llatí sūber, -ĕris "suro". Malgrat haver-lo descobert no l'estudià i fou el farmacèutic i químic francès Edme-Jean Baptiste Bouillon-Lagrange (1764-1844) qui el 1797 seguí la recerca de Brugnatelli i demostrà que era un nou àcid, malgrat que molts químics creien que era l'àcid oxàlic.
De forma natural s'ha aïllat en petites quantitats en algunes plantes: Bupleurum falcatum, xuclamel japonès o Lonicera japonica, Agastache rugosa, Evodia ruticarpa, etc.

## Producció
L'àcid octandioic s'ha obtingut tradicionalment seguint el procediment de Brugnatelli a partir de l'oxidació del suro o de l'oli de ricí, o de l'electròlisi del glutarat de metil i potassi.
A la indústria actualment s'obté per oxidació del ciclooctè mitjançant ozó i oxigen o ozó i peròxid d'hidrogen. Es forma juntament amb d'altres àcids dicarboxílics en l'ozonització de l'àcid palmític, així com durant la divisió de l'acid ricinoleic mitjançant àcid nítric. D'altres mètodes d'obtenció són l'oxidació del ciclooctanol-ciclooctanona mitjançant tetraòxid de dinitrogen o amb àcid nítric, i per acció de l'1,3-dibromopropà amb magnesi i diòxid de carboni.

## Aplicacions
La principal aplicació de l'àcid octandioic és com a reactiu en la síntesi de poliamides. Així el niló 6,8 s'aconsegueix fent-lo reaccionar amb l'hexan-1,6-diamina, i el niló 8,8 amb l'octan-1,8-diamina. Alguns dels seus èsters s'empren com a lubricants.